# Nueva Zelanda en los Juegos Paralímpicos de Tokio 2020
Nueva Zelanda estuvo representada en los Juegos Paralímpicos de Tokio 2020 por un total de 29 deportistas, 16 hombres y 13 mujeres.

## Medallistas
El equipo paralímpico neozelandés obtuvo las siguientes medallas:
| Nombre             | Deporte   | Evento                          |
| ------------------ | --------- | ------------------------------- |
| Oro                |           |                                 |
| Holly Robinson     | Atletismo | Jabalina F46 femenino           |
| Lisa Adams         | Atletismo | Peso F37 femenino               |
| Anna Grimaldi      | Atletismo | Salto de longitud T47 femenino  |
| Sophie Pascoe      | Natación  | 100 m libre S9 femenino         |
| Sophie Pascoe      | Natación  | 200 m estilos SM9 femenino      |
| Tupou Neiufi       | Natación  | 100 m espalda S8 femenino       |
| Plata              |           |                                 |
| Danielle Aitchison | Atletismo | 200 m T36 femenino              |
| William Stedman    | Atletismo | Salto de longitud T36 masculino |
| Sophie Pascoe      | Natación  | 100 m braza SB8 femenino        |
| Bronce             |           |                                 |
| Danielle Aitchison | Atletismo | 100 m T36 femenino              |
| William Stedman    | Atletismo | 400 m T36 masculino             |
| Sophie Pascoe      | Natación  | 100 m espalda S9 femenino       |